# Haven van Hengelo

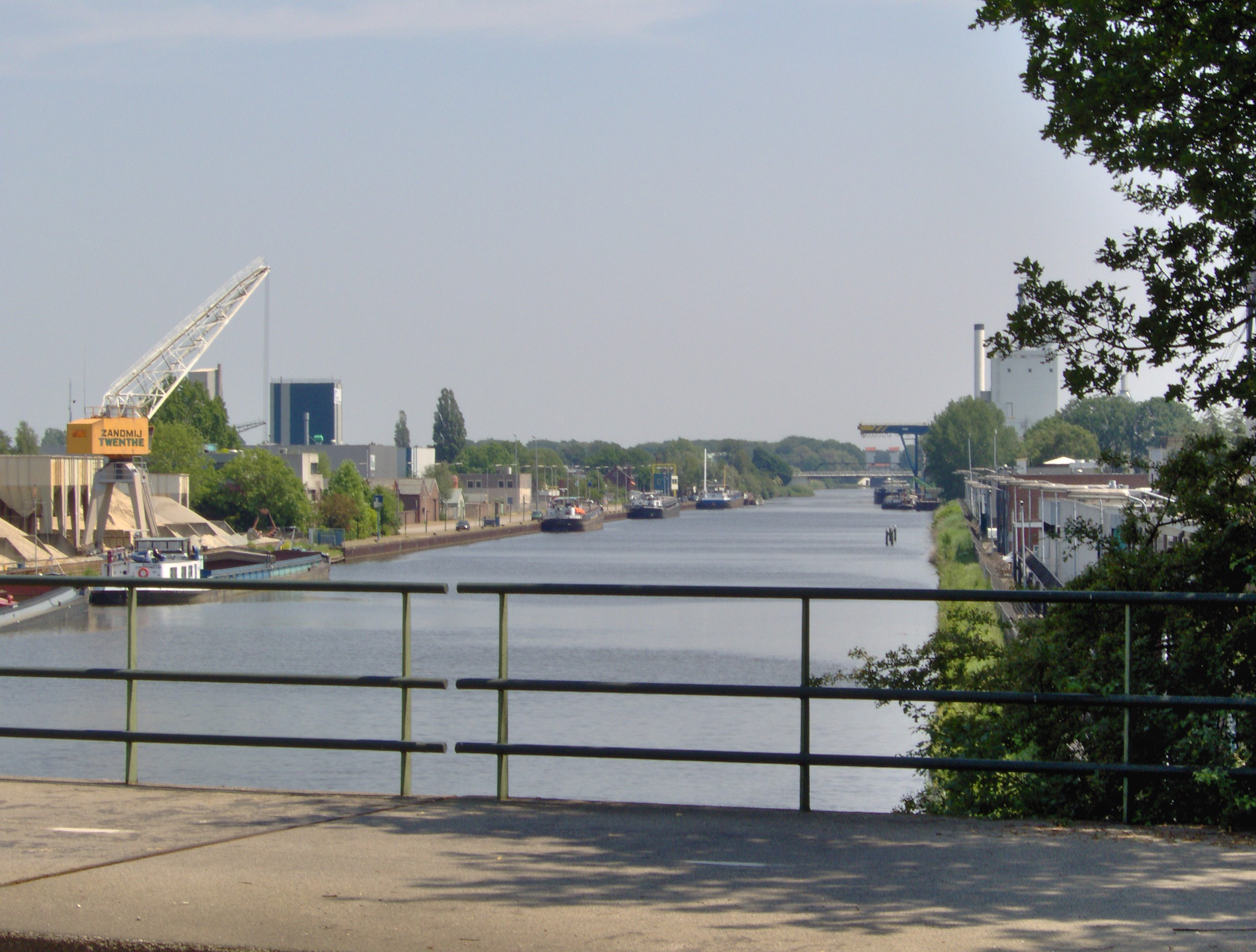
Haven van Hengelo aan het Twentekanaal.

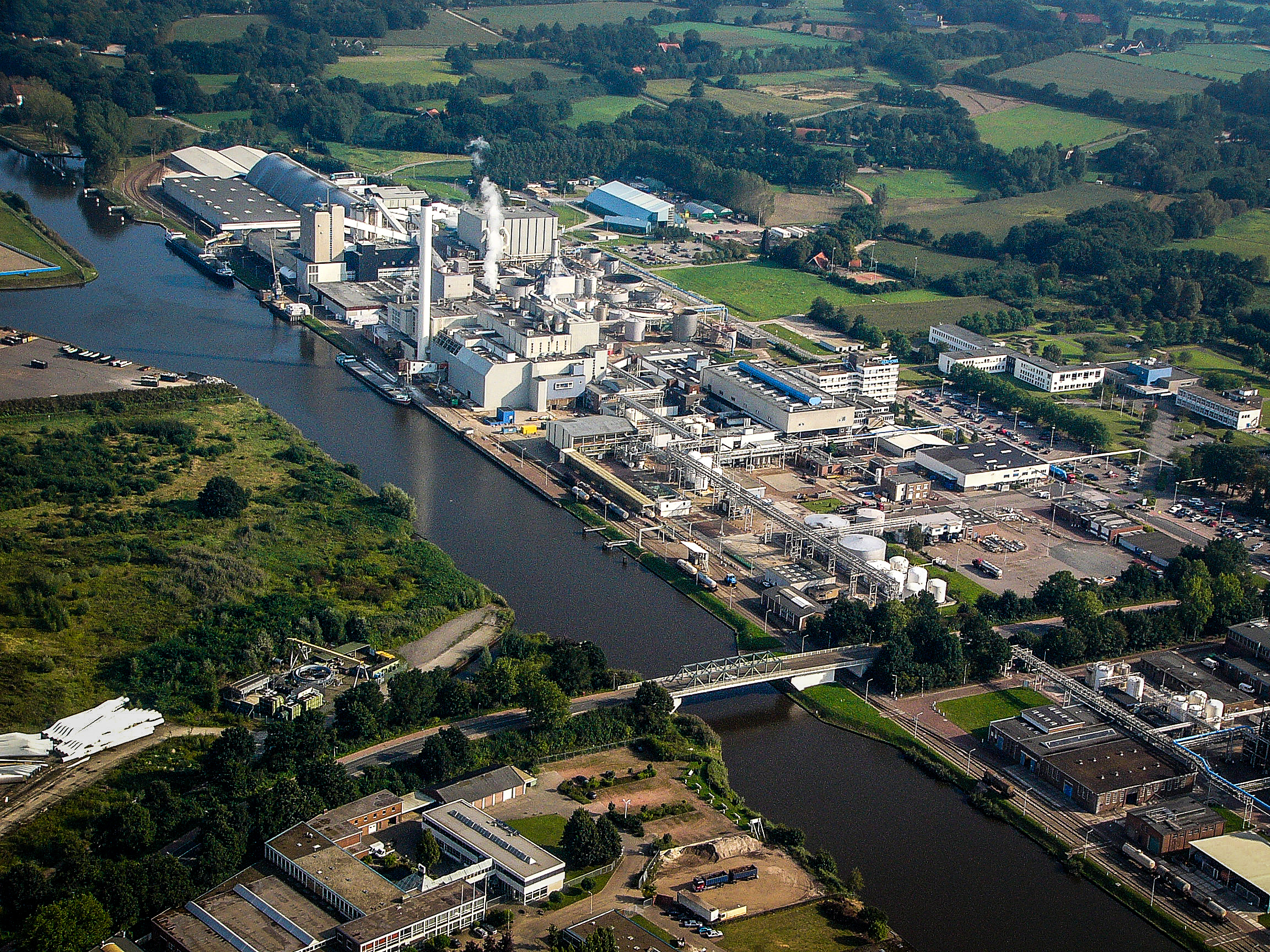
AkzoNobel in de haven van Hengelo.

De haven van Hengelo is een binnenhaven, gelegen bij de stad Hengelo aan het Twentekanaal. Het is de grootste haven van Overijssel en tevens de grootste aan het Twentekanaal en de elfde haven van Nederland. De haven heeft twee insteekhavens en een buitenhaven. In 2020 moeten schepen van de klasse Va-schepen met een diepgang tot 2,80 meter in alle havens, waaronder Hengelo, kunnen varen.
In 2013 werd er bijna 3 miljoen ton aan goederen geladen, voornamelijk zout, dat in de nabijheid wordt gewonnen, en 1,8 miljoen ton gelost.